# کاپی‌کت (ترانه بیلی آیلیش)
«کاپی‌کت» (به انگلیسی: Copycat) ترانه‌ای از خواننده و ترانه‌نویس اهل ایالات متحده آمریکا بیلی آیلیش است. این ترانه در ۱۴ ژوئیه ۲۰۱۷ توسط دارک‌روم و اینترسکوپ رکوردز به‌عنوان چهارمین تک‌آهنگ از نخستین آلبوم چندآهنگه آیلیش با عنوان به من لبخند نزن (۲۰۱۷) منتشر شد،بیلی آیلیش در این آهنگ درباره فردی که به او خیانت کرده میخواند